# Behrn Arena
La Behrn Arena est un stade à multi-usages basé à Örebro, en Suède. Il est principalement utilisé pour accueillir les rencontres de football. Il a une capacité actuelle de 12 645 places.

## Histoire
Construit en 1923 et inauguré sous le nom d'Eyravallen, le stade fait partie des 12 enceintes retenues pour accueillir la Coupe du monde de football 1958, organisée en Suède. Un seul match a eu lieu à Örebro, le match du premier tour entre la France et l'Écosse.
L'équipe du Örebro SK y dispute ses rencontres à domicile lors du Championnat de Suède de football. Le KIF Örebro DFF y joue ses matchs de football féminin.

## Coupe du monde de football 1958
| 15 juin 1958                      | France                      | 2 - 1 | Écosse    | Eyravallen, Örebro                         |                                            |
| 19:00 · Historique des rencontres | Piantoni 22e · Fontaine 44e |       | 58e Baird | Spectateurs : 14 000 Arbitrage : M. Brozzi | Spectateurs : 14 000 Arbitrage : M. Brozzi |
| 19:00 · Historique des rencontres | (Rapport)                   |       |           | Spectateurs : 14 000 Arbitrage : M. Brozzi | Spectateurs : 14 000 Arbitrage : M. Brozzi |